# MVRDV
MVRDV는 1993년 문을 연 네덜란드 로테르담의 건축 및 도시설계 사무소이다. 사무소의 명칭은 델프트 공대 출신의 창립 멤버 3인, 비니 마스, 야콥 판 레이스, 나탈리 드 프리스의 머릿 글자 M, VR, DV에서 따온 것이다. MVRDV 이전에 마스와 판 레이스는 OMA에서, 드 프리스는 Mecanoo에서 근무하였다. 네덜란드, 중국, 프랑스, 인도, 영국, 미국 등을 넘나들며 국제적으로 활동하며, 대표작으로는 VPRO 신사옥, 2000년 하노버 엑스포 네덜란드관, 로테르담 마켓홀 등이 있다. 한국에서는 2017년 완공된 서울로 7017을 포함하여 크고 작은 프로젝트를 진행하였다.

## 주요 프로젝트

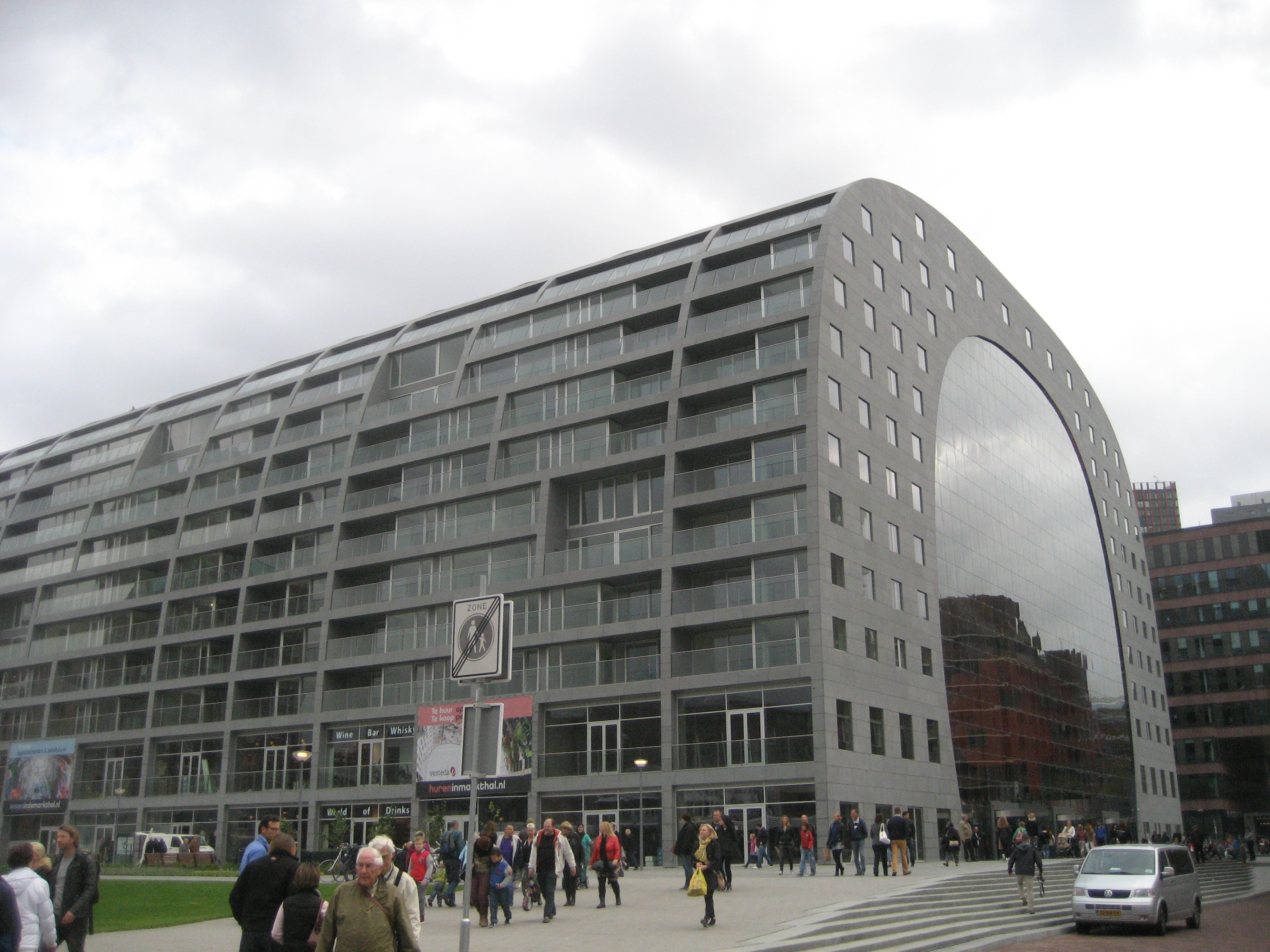
로테르담의 마켓홀(Markthal)
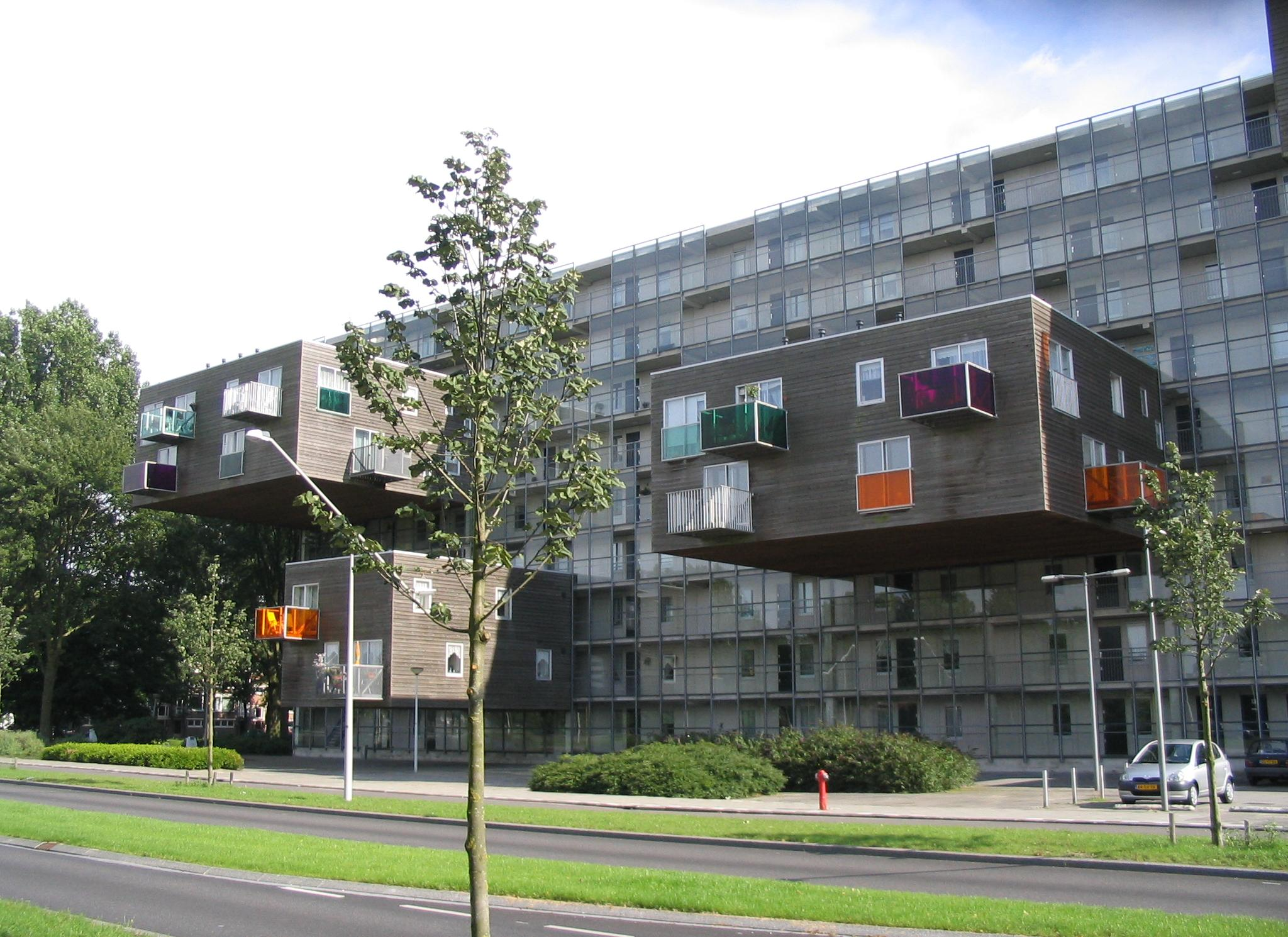
보조코(WoZoCo)
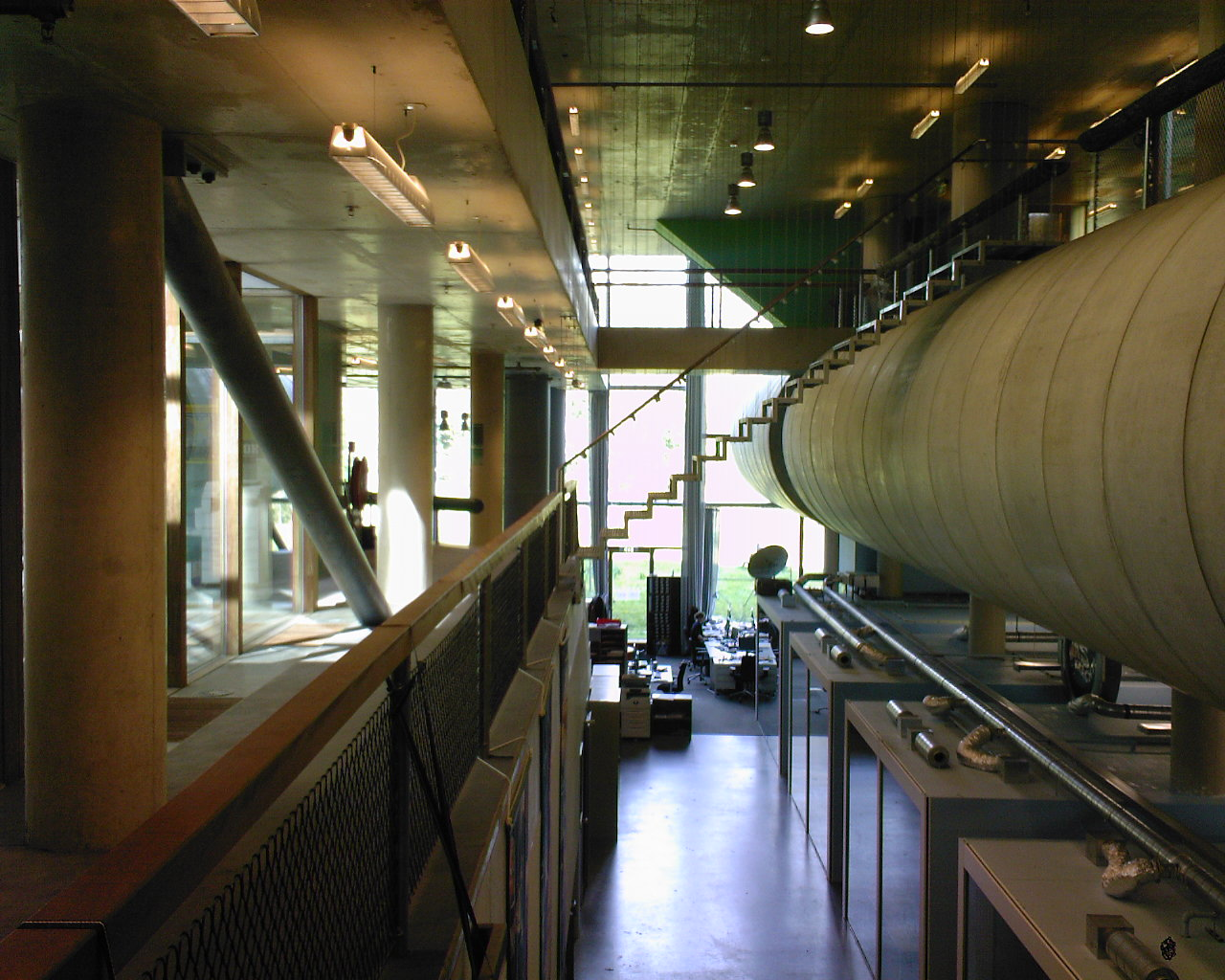
VPRO 사옥의 내부
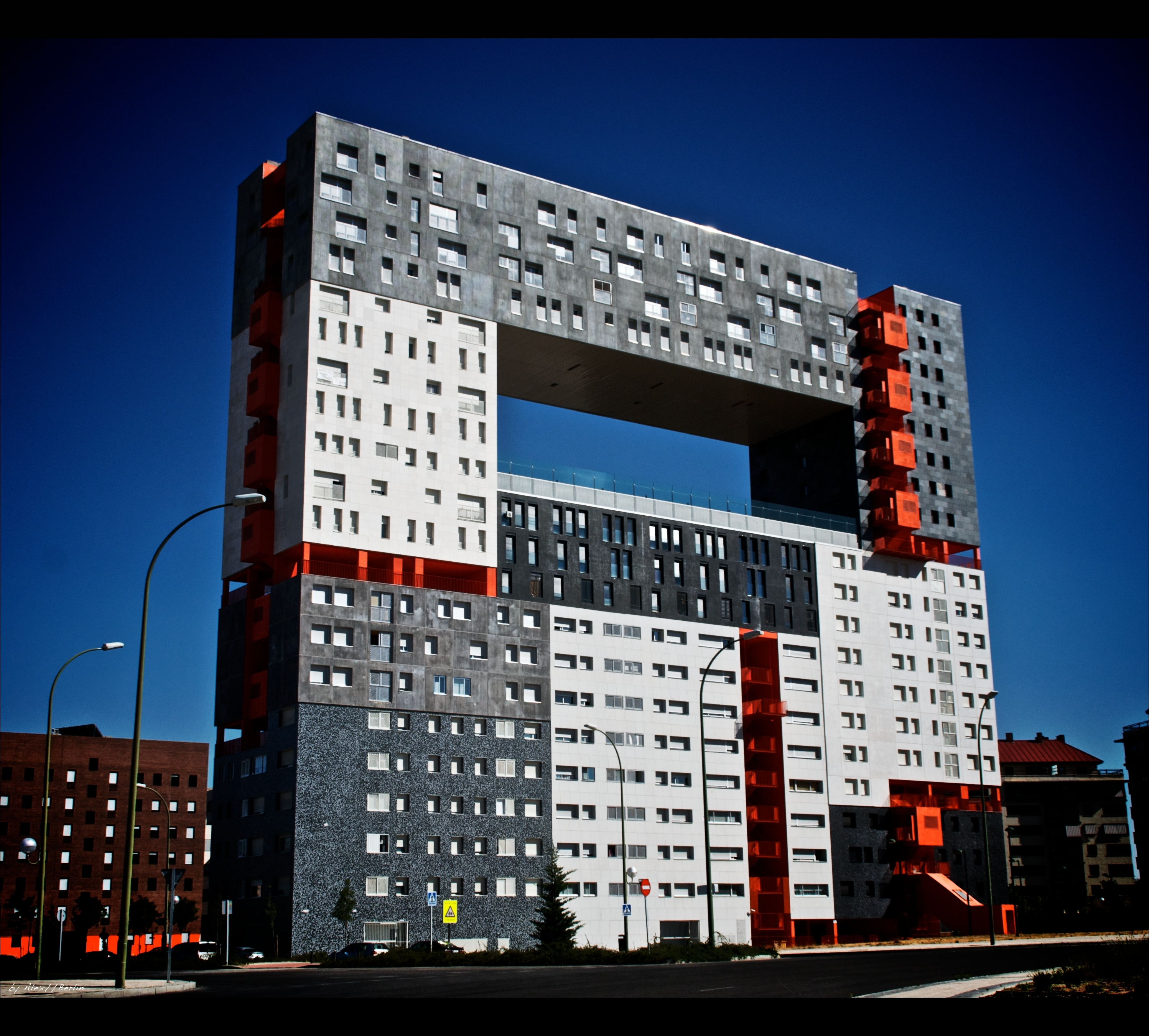
마드리드의 미라도 빌딩(Mirador Building)
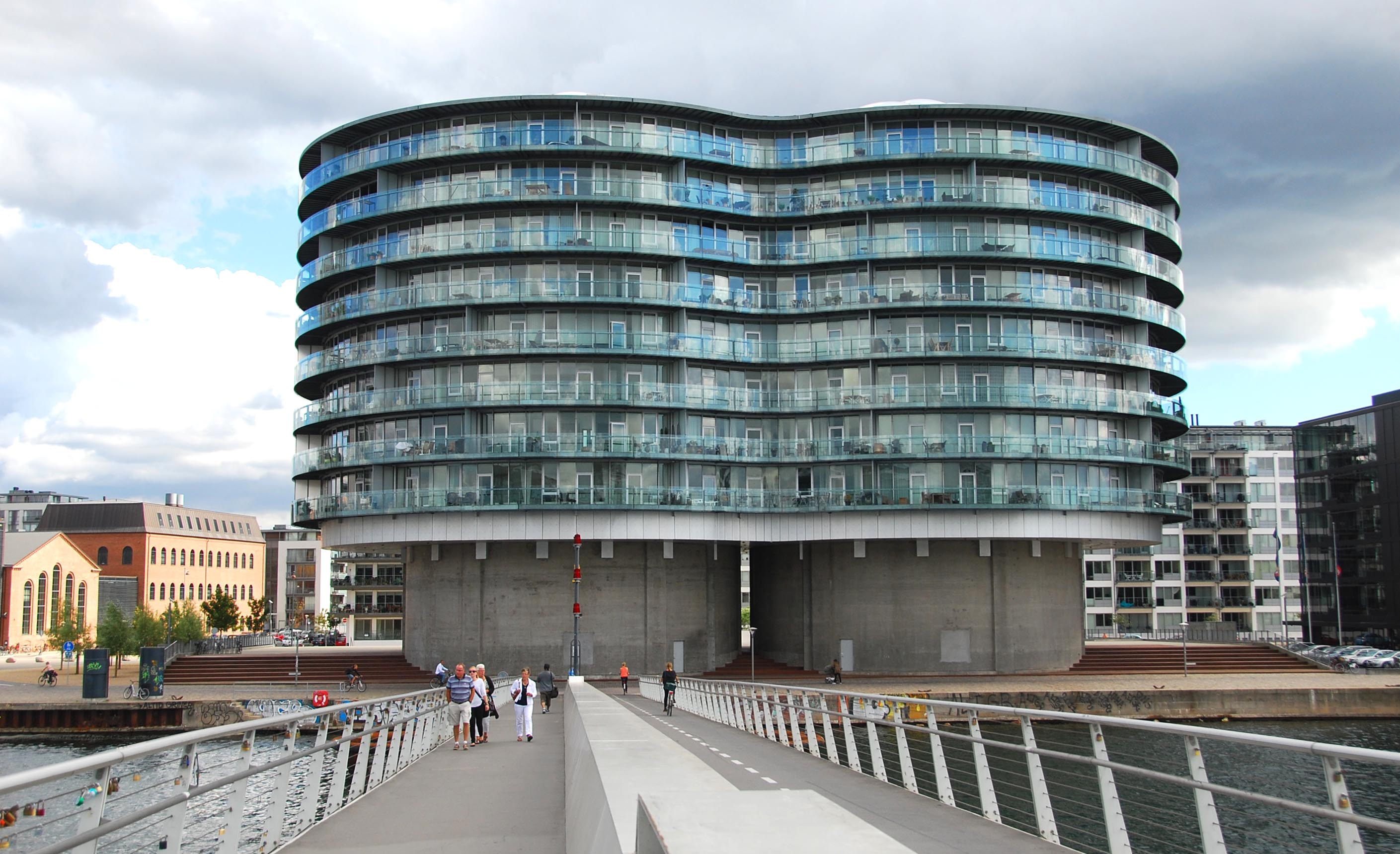
쾨벤하운의 제미니 공동주택(Gemeni Residence)
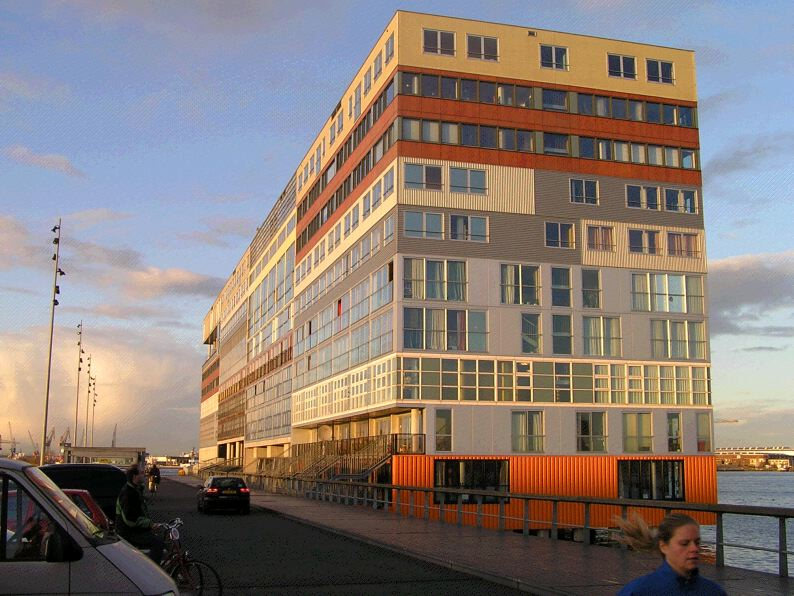
암스테르담의 실로담 복합주택(Silodam Housing complex)
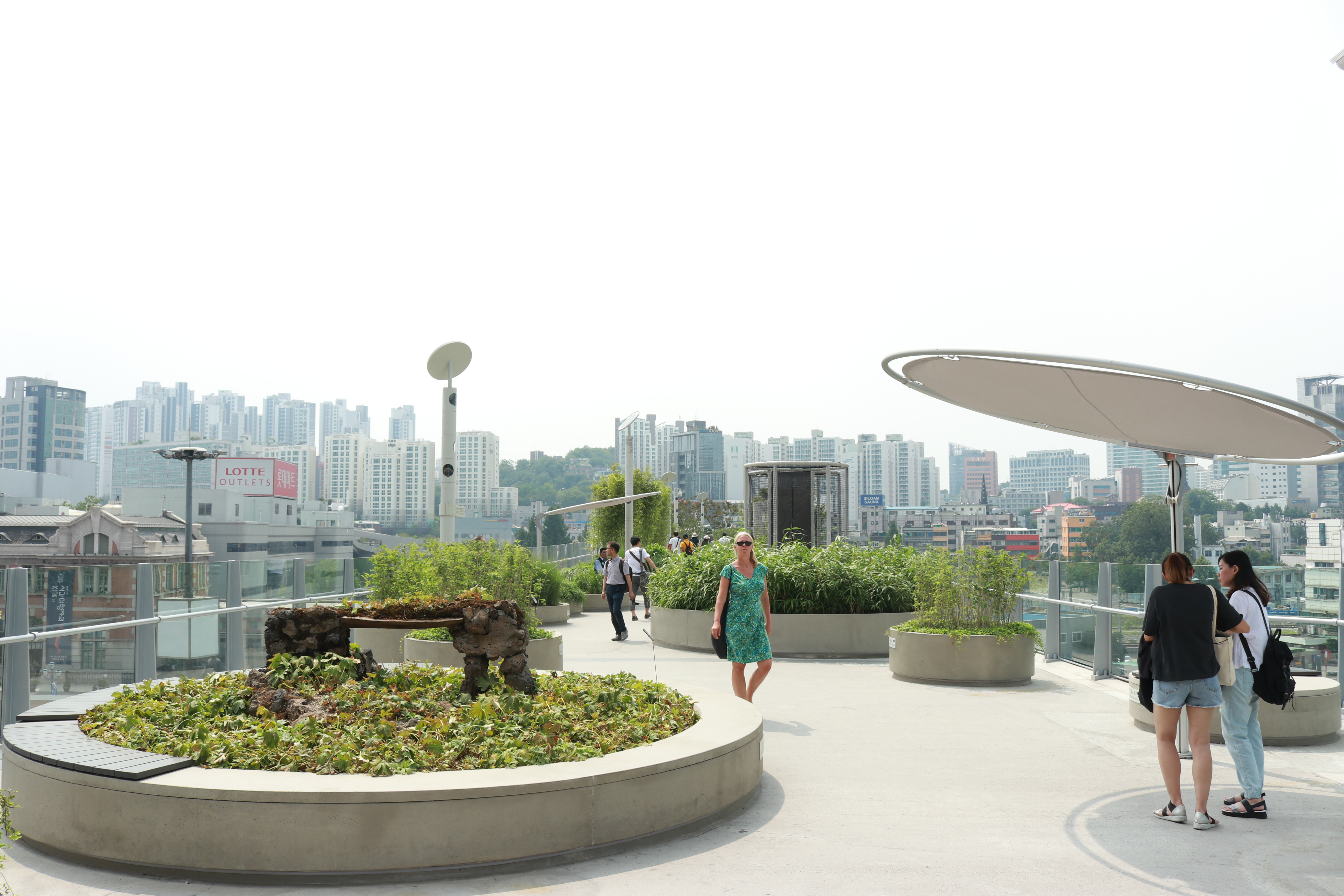
서울로 7017

## 출판물
- FARMAX (010 Publishers, Rotterdam, 1999)
- Metacity/Datatown (010 Publishers, Rotterdam, 1999)
- Reading MVRDV (NAi Publishers, Rotterdam, 2003)
- Spacefighter The evolutionary city game (Actar, Barcelona, 2005)
- KM3 EXCURSIONS ON CAPACITIES (Actar, Barcelona, 2006)
- Skycar City (Actar, Barcelona, 2008)
- MVRDV Agendas on Urbanism (Equal Books, Seoul, 2012)
- MVRDV Buildings (010 Publishers, Rotterdam, 2013)
- The Glass Farm - Biography of a Building (010 Publishers, Rotterdam, 2013)
- Book Mountain - Biography of a Building (010 Publishers, Rotterdam, 2013)